# Aldo van Eyck
Aldo van Eyck (Driebergen, 1918. március 16. – Loenen aan de Vecht, 1999. január 14.) holland építész, a strukturalizmus egyik legkiemelkedőbb alakja.

## Családja
Az utrechti Driebergenben született a költő, kritikus, esszéista, filozófus Pieter Nicolaas van Eyck és a szefárd, Surinaméban nevelkedett Nelly Estelle Benjamins gyerekeként.
Testvére a költő, művész és restaurátor Robert Floris van Eyck. Felesége Hannie van Rooijen, szintén építész. Számos projekten dolgoztak együtt.

## Életútja
Családjával 1919-ben átköltöztek Angliába, ahol a somerseti Sidcot Schoolba járt 1932 és 1935 közt, 1938-ig Hágába járt gimnáziumba, minekután felvételt nyert az ETH Zurichre. Itt 1942-ben végzett, s tanulmányai befejeztével Svájcban maradt, a II. Világháború végéig. Svájci tartózkodása alatt a történész Sigfried Giedion felesége, Carola Giedion-Welcker körül kialakult avantgárd művészközegben mozgott.
1954 és 1959 közt az Amszetrdami Építészeti Akadémia, 1966 és 1984 közt a Delfti Műszaki Egyetem tanára volt, 1959 és 1963 közt, illetve 1967-ben pedig a Forum építészeti magazin szerkesztője.
A CIAM tagjaként, és az 1954-ben alakult "Team 10" alapítójaként Van Eyck rendszeresen tartott előadásokat Európában és Észak-Amerikában. Beszédeiben bírálta a funkcionalizmust és a háború utáni modernizmust. 1959 és 1963 közt a holland Forum magazin társszerkesztője volt, Herman Hertzberger és Jaap Bakema mellett, és rendszeresen értekezett a "Team 10" által is népszerűsíteni kívánt emberközpontú építészetről.
Van Eyck 1990-ben megkapta a RIBA Aranyérmet.
Nyolcvanéves korában halt meg, Loenen aan de Vechtben.

## Válogatott munkái
- Tervezési munkák Nagele-szerte, 1948–1954
- Idősek Otthona, Slotermeer, Amszterdam, 1951–1952
- Amszterdami árvaház, Amszterdam, 1955–1960
- Általános Iskolák, Nagele, Noordoostpolder, 1954–1956
- Hubertus-ház, Amszterdam, 1973–1978
- ESA-ESTEC étterem és konferenciaközpont, Noordwijk, 1984–1990

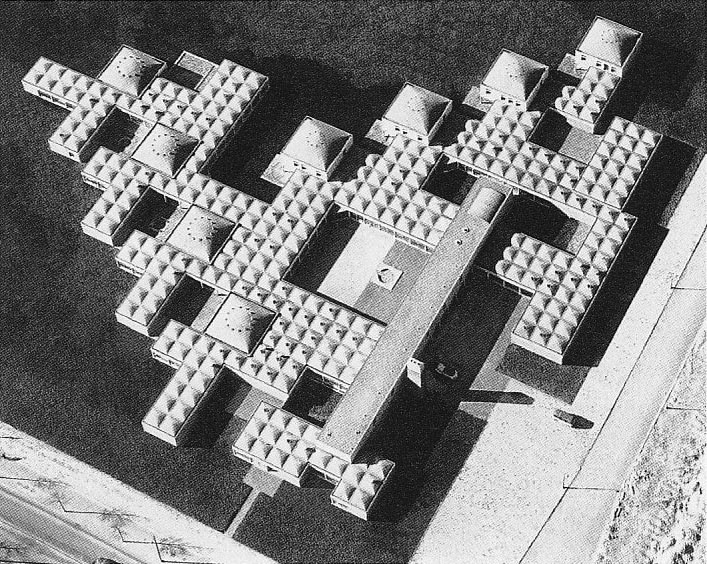
Városi árvaház, Amszterdam, (1960)
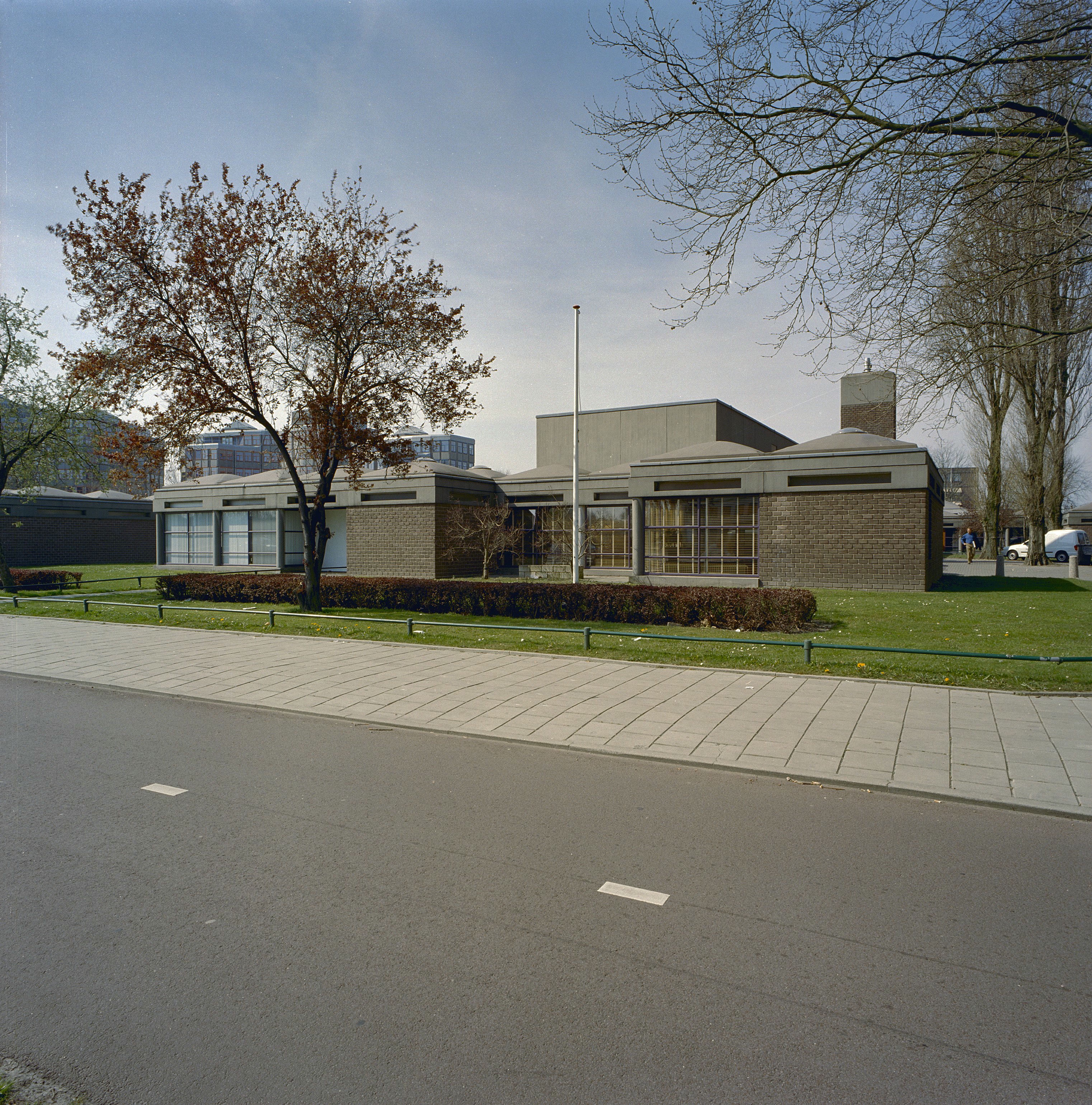
Városi árvaház, Amszterdam (1960)
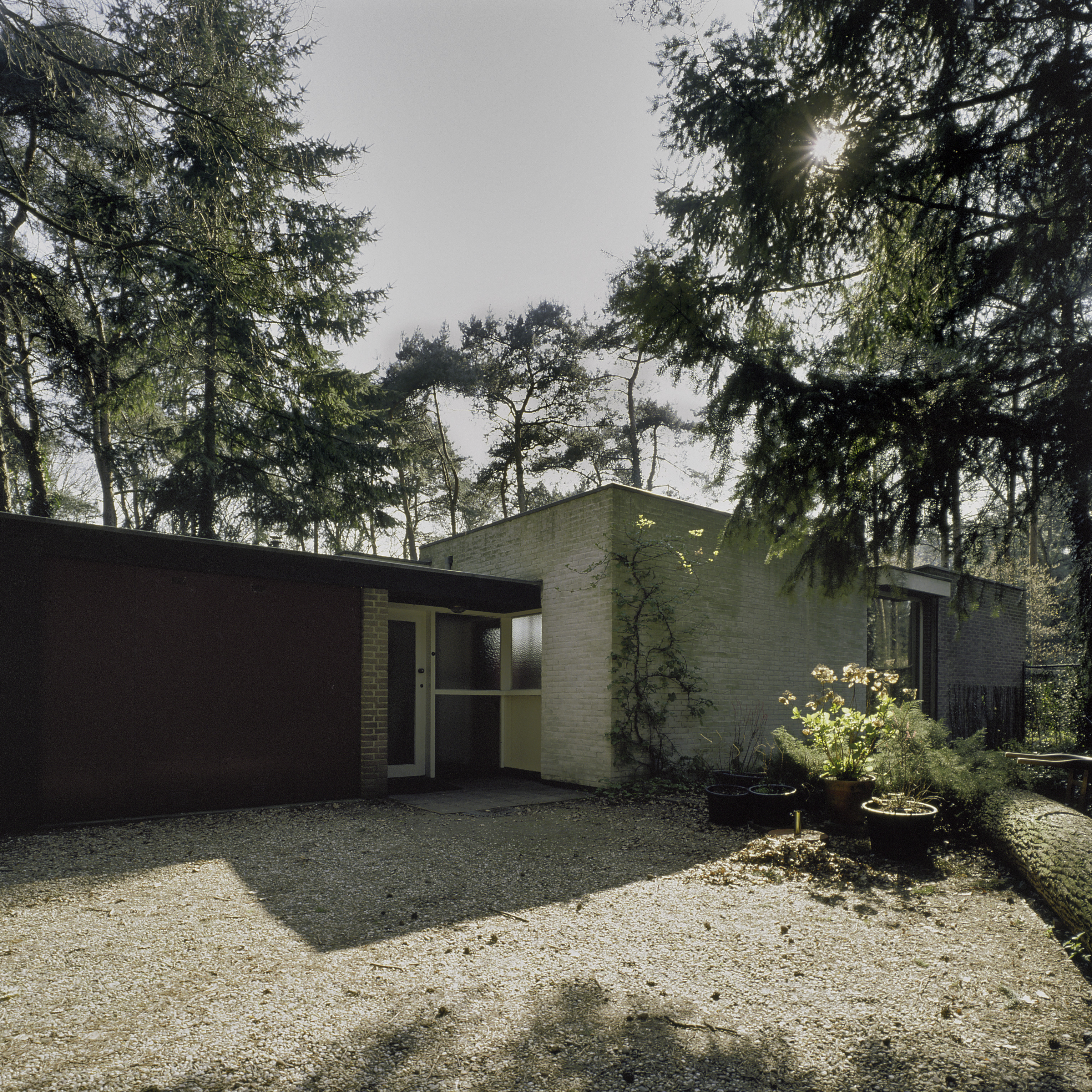
Visser-ház, Bergeijk  (1968)
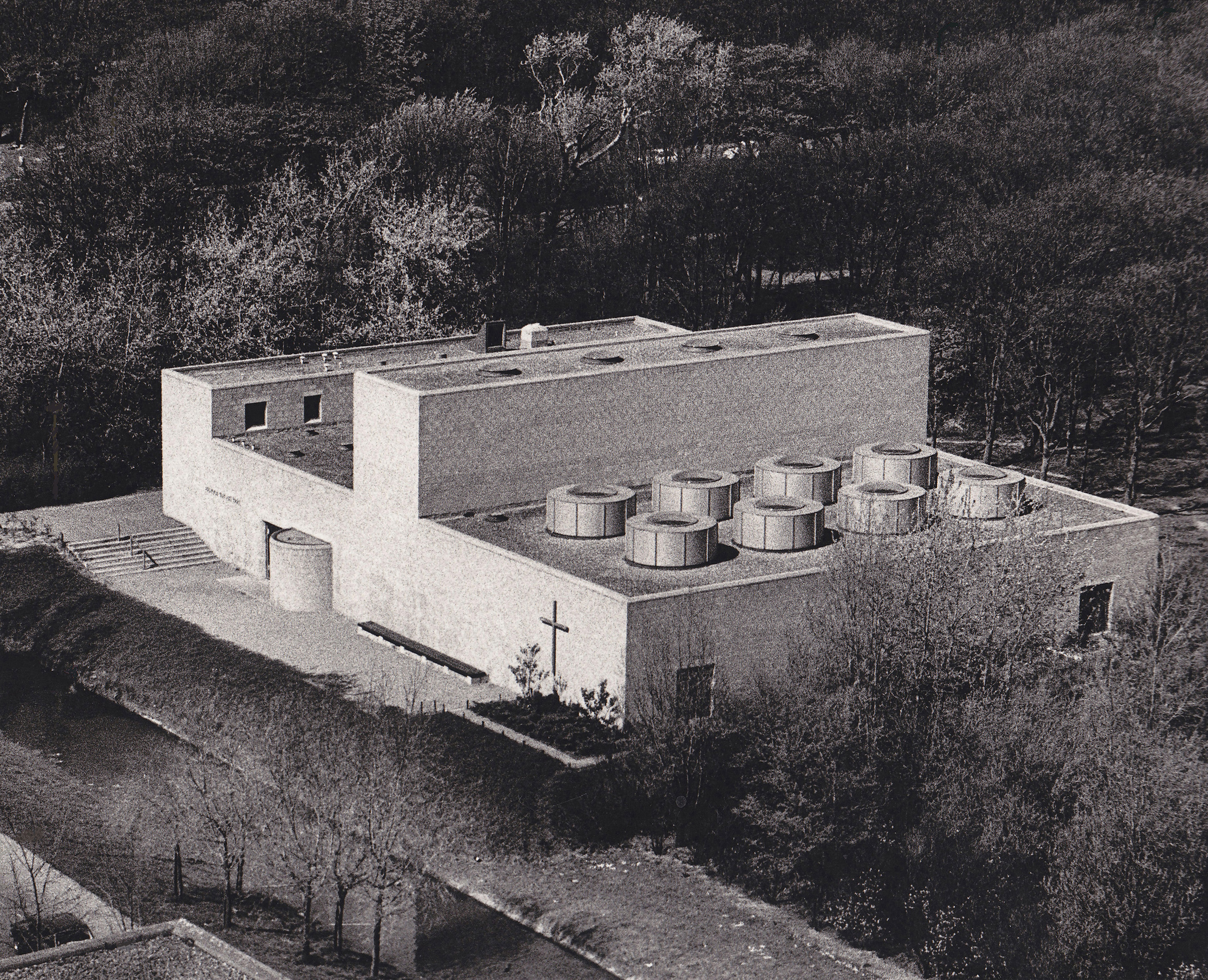
Pastoor van Ars templom, Hága (1970)
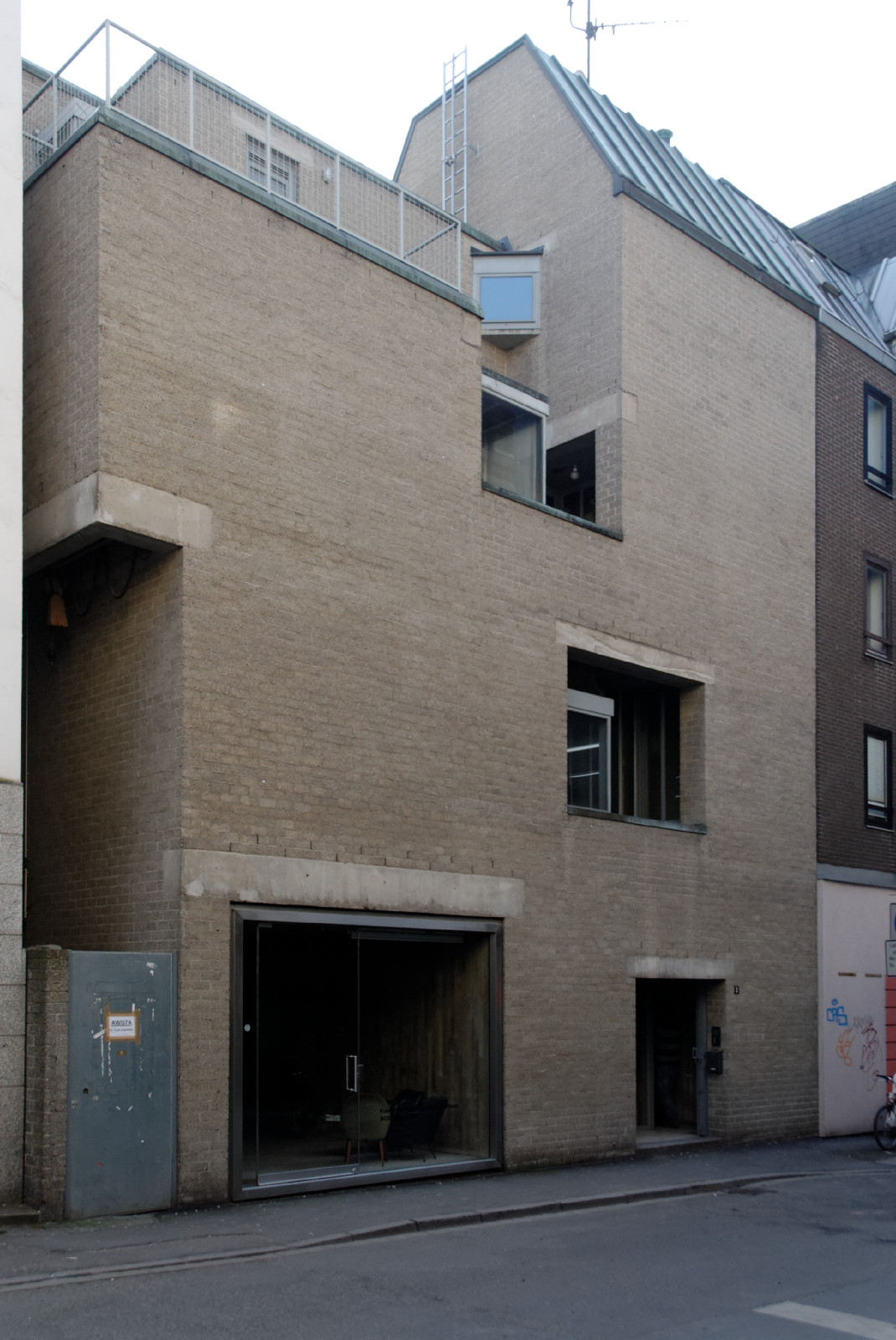
Schmela-ház, Düsseldorf (1971)
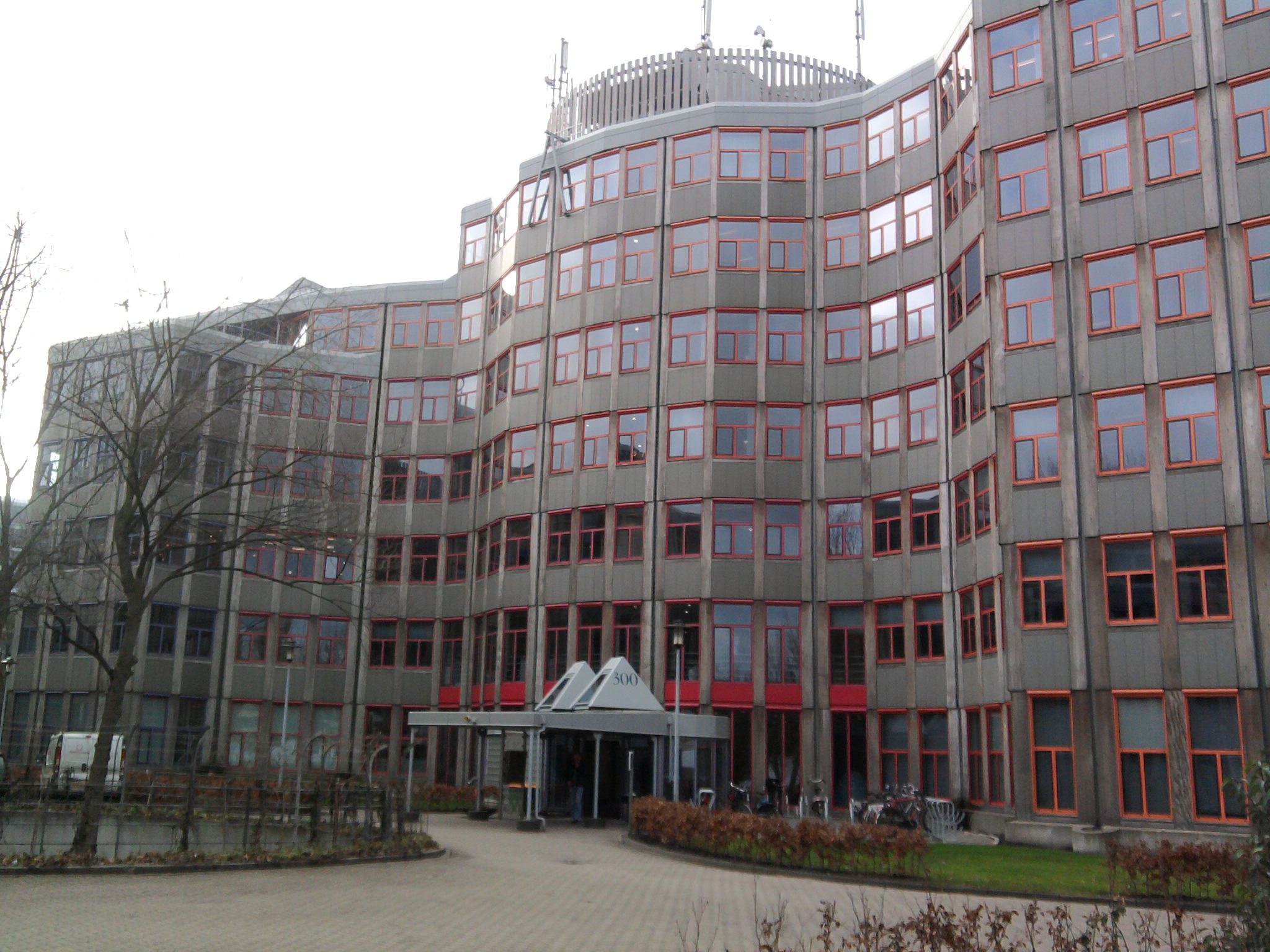
Tripolis, Amszterdam (1994)
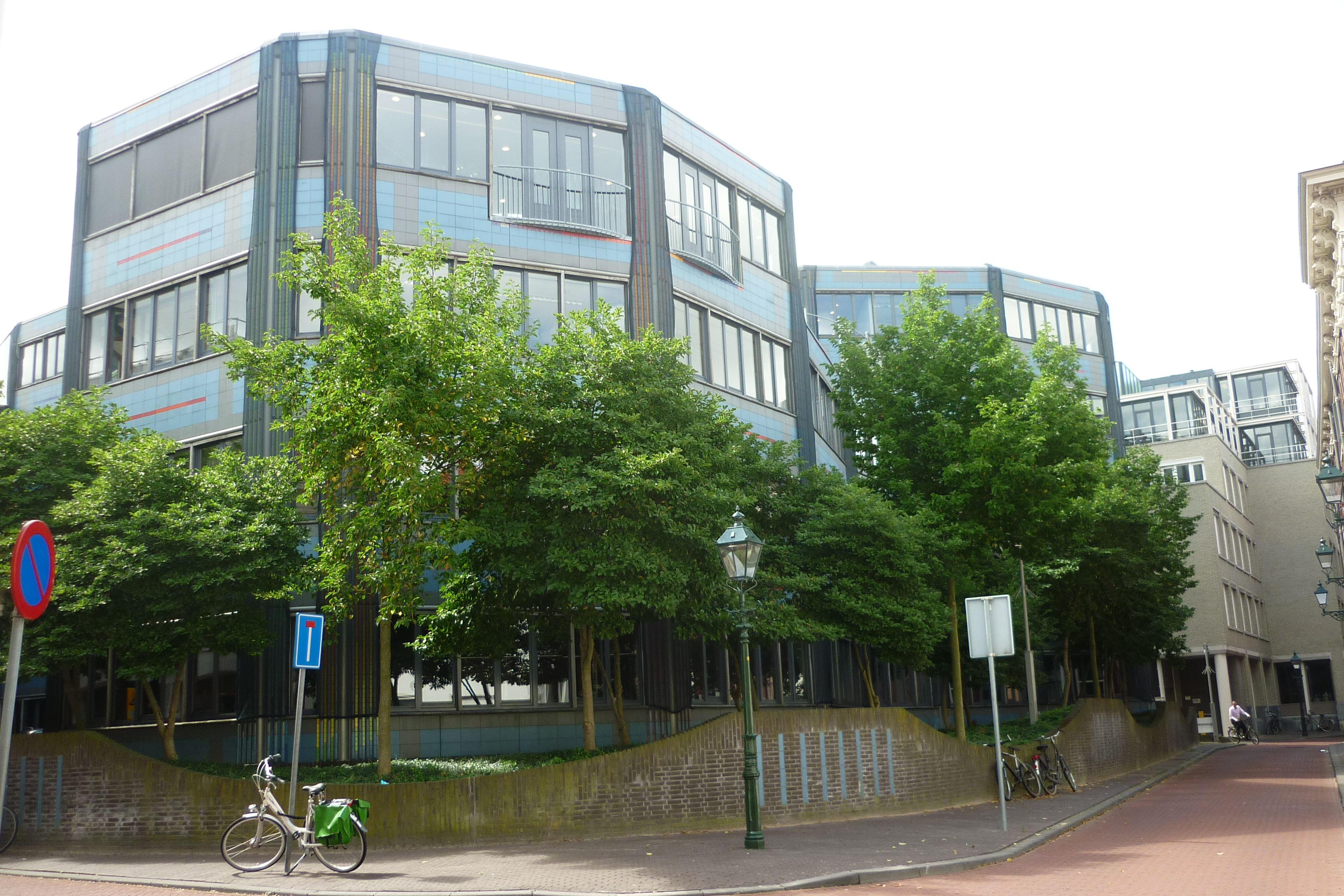
Rechnungshof, Hága (1997)

## Fordítás
Ez a szócikk részben vagy egészben  az   Aldo van Eyck című angol Wikipédia-szócikk ezen változatának fordításán alapul.  Az eredeti cikk szerkesztőit annak laptörténete sorolja fel. Ez a jelzés csupán a megfogalmazás eredetét és a szerzői jogokat jelzi, nem szolgál a cikkben szereplő információk forrásmegjelöléseként.